# Limbonic Art
Limbonic Art är ett norskt black metal-band som grundades 1993. Bandet splittrades 2003 men återförenades igen 2006. Bandet var för en kort period ett "riktigt" band (alltså med live-sättning), men denna konstruktion upphörde ganska fort. Bandets riktiga historia kan sägas börja när grundaren Daemon mötte Morfeus. Limbonic Art var bland de första norska banden att utnyttja elektronik i större utsträckning.

## Medlemmar
Nuvarande medlemmar
- Daemon (Vidar Jensen) – sång, gitarr, basgitarr, keyboard, programmering (1993–2003, 2006–2009), sång, alla instrument (2009–)

Tidigare medlemmar
- Erlend Hole – basgitarr (1993)
- Roger Jacobsen – trummor (1993; död 2002)
- Roy A. Sørlie – gitarr (1993; död 1999)
- Morfeus (Krister Dreyer) – elektronik, sologitarr, bakgrundssång, keyboard (1993–2003, 2006–2009)
- Per Eriksen – trummor (1995–1996)

Turnerande medlemmar
- Morgana (Anne Aasebø) – keyboard, elektronik, sampling (?–2000)

## Diskografi
Demo
- 1995 – Promo Rehearsal '95
- 1996 – Rehearsal 1996
- 1996 – Promotion Tape 1996

Studioalbum
- 1996 – Moon in the Scorpio
- 1997 – In Abhorrence Dementia
- 1998 – Epitome of Illusions
- 1999 – Ad Noctum - Dynasty of Death
- 2002 – The Ultimate Death Worship
- 2007 – Legacy of Evil
- 2010 – Phantasmagoria
- 2017 – Spectre Abysm

Samlingsalbum
- 2000 – Chronicles of Limbo (3x12" vinyl box)
- 2001 – Limbonic Art Volume 1-4 (4CD box)
- 2009 – 1995
- 2009 – 1995-1996
- 2010 – 1996
- 2013 – In Moonlight & Nightmares (4CD box)
- 2019 – The Cassette Collection (5 kassetter)
- 2019 – 1996-2002 (5 kassetter)